# Grand Prix Monaka 1998
Grand Prix Monaka 1998 (56e Grand Prix Automobile de Monaco), 6. závod 49. ročníku mistrovství světa jezdců Formule 1 a 40. ročníku poháru konstruktérů, historicky již 620. grand prix, se již tradičně odehrála na okruhu v Monte Carla.

## Výsledky

### Kvalifikace
| Pořadí | Číslo | Jezdec                | Konstruktér         | Čas      | Odstup |
| ------ | ----- | --------------------- | ------------------- | -------- | ------ |
| 1      | 8     | Mika Häkkinen         | McLaren-Mercedes    | 1:19.798 |        |
| 2      | 7     | David Coulthard       | McLaren-Mercedes    | 1:20.137 | +0.339 |
| 3      | 5     | Giancarlo Fisichella  | Benetton-Playlife   | 1:20.368 | +0.570 |
| 4      | 3     | Michael Schumacher    | Ferrari             | 1:20.702 | +0.904 |
| 5      | 2     | Heinz-Harald Frentzen | Williams-Mecachrome | 1:20.729 | +0.931 |
| 6      | 6     | Alexander Wurz        | Benetton-Playlife   | 1:20.955 | +1.157 |
| 7      | 4     | Eddie Irvine          | Ferrari             | 1:21.712 | +1.914 |
| 8      | 17    | Mika Salo             | Arrows              | 1:22.144 | +2.346 |
| 9      | 15    | Johnny Herbert        | Sauber-Petronas     | 1:22.157 | +2.359 |
| 10     | 12    | Jarno Trulli          | Prost-Peugeot       | 1:22.238 | +2.440 |
| 11     | 14    | Jean Alesi            | Sauber-Petronas     | 1:22.257 | +2.459 |
| 12     | 16    | Pedro Diniz           | Arrows              | 1:22.355 | +2.557 |
| 13     | 1     | Jacques Villeneuve    | Williams-Mecachrome | 1:22.468 | +2.670 |
| 14     | 18    | Rubens Barrichello    | Stewart-Ford        | 1:22.540 | +2.742 |
| 15     | 9     | Damon Hill            | Jordan-Mugen-Honda  | 1:23.151 | +3.353 |
| 16     | 10    | Ralf Schumacher       | Jordan-Mugen-Honda  | 1:23.263 | +3.465 |
| 17     | 19    | Jan Magnussen         | Stewart-Ford        | 1:23.411 | +3.613 |
| 18     | 11    | Olivier Panis         | Prost-Peugeot       | 1:23.536 | +3.738 |
| 19     | 22    | Šindži Nakano         | Minardi-Ford        | 1:23.957 | +4.159 |
| 20     | 21    | Toranosuke Takagi     | Tyrrell-Ford        | 1:24.024 | +4.226 |
| 21     | 23    | Esteban Tuero         | Minardi-Ford        | 1:24.031 | +4.233 |
| DNQ    | 20    | Ricardo Rosset        | Tyrrell-Ford        | 1:25.737 | +5.939 |

### Závod
| Pořadí | Číslo | Jezdec                | Konstruktér         | Kola | Čas/odstoupení    | Start | Body |
| ------ | ----- | --------------------- | ------------------- | ---- | ----------------- | ----- | ---- |
| 1      | 8     | Mika Häkkinen         | McLaren-Mercedes    | 78   | 1:51:23.595       | 1     | 10   |
| 2      | 5     | Giancarlo Fisichella  | Benetton-Playlife   | 78   | +11.475           | 3     | 6    |
| 3      | 4     | Eddie Irvine          | Ferrari             | 78   | +41.378           | 7     | 4    |
| 4      | 17    | Mika Salo             | Arrows              | 78   | +1:00.363         | 8     | 3    |
| 5      | 1     | Jacques Villeneuve    | Williams-Mecachrome | 77   | +1 kolo           | 13    | 2    |
| 6      | 16    | Pedro Diniz           | Arrows              | 77   | +1 kolo           | 12    | 1    |
| 7      | 15    | Johnny Herbert        | Sauber-Petronas     | 77   | +1 kolo           | 9     |      |
| 8      | 9     | Damon Hill            | Jordan-Mugen-Honda  | 76   | +2 kola           | 15    |      |
| 9      | 22    | Šindži Nakano         | Minardi-Ford        | 76   | +2 kola           | 19    |      |
| 10     | 3     | Michael Schumacher    | Ferrari             | 76   | +2 kola           | 4     |      |
| 11     | 21    | Toranosuke Takagi     | Tyrrell-Ford        | 76   | +2 kola           | 20    |      |
| 12     | 14    | Jean Alesi            | Sauber-Petronas     | 72   | Převodovka        | 11    |      |
| Ret    | 12    | Jarno Trulli          | Prost-Peugeot       | 56   | Převodovka        | 10    |      |
| Ret    | 11    | Olivier Panis         | Prost-Peugeot       | 49   | Řízení            | 18    |      |
| Ret    | 10    | Ralf Schumacher       | Jordan-Mugen-Honda  | 44   | Zavěšení          | 16    |      |
| Ret    | 6     | Alexander Wurz        | Benetton-Playlife   | 42   | Vyjetí z tratě    | 6     |      |
| Ret    | 19    | Jan Magnussen         | Stewart-Ford        | 30   | Zavěšení          | 17    |      |
| Ret    | 7     | David Coulthard       | McLaren-Mercedes    | 17   | Motor             | 2     |      |
| Ret    | 18    | Rubens Barrichello    | Stewart-Ford        | 11   | Zavěšení          | 14    |      |
| Ret    | 2     | Heinz-Harald Frentzen | Williams-Mecachrome | 9    | Kolize            | 5     |      |
| Ret    | 23    | Esteban Tuero         | Minardi-Ford        | 0    | Vyjetí z tratě    | 21    |      |
| DNQ    | 20    | Ricardo Rosset        | Tyrrell-Ford        | 0    | Nekvalifikoval se | DNQ   |      |

## Průběžné pořadí šampionátu
Pohár jezdců
| Pořadí | Jezdec             | Body |
| ------ | ------------------ | ---- |
| 1      | Mika Häkkinen      | 46   |
| 2      | David Coulthard    | 29   |
| 3      | Michael Schumacher | 24   |
| 4      | Eddie Irvine       | 15   |
| 5      | Alexander Wurz     | 9    |

Pohár konstruktérů
| Pořadí | Konstruktér         | Body |
| ------ | ------------------- | ---- |
| 1      | McLaren-Mercedes    | 75   |
| 2      | Ferrari             | 39   |
| 3      | Williams-Mecachrome | 16   |
| 4      | Benetton-Playlife   | 16   |
| 5      | Sauber-Petronas     | 4    |